# Jaroslav Foglar

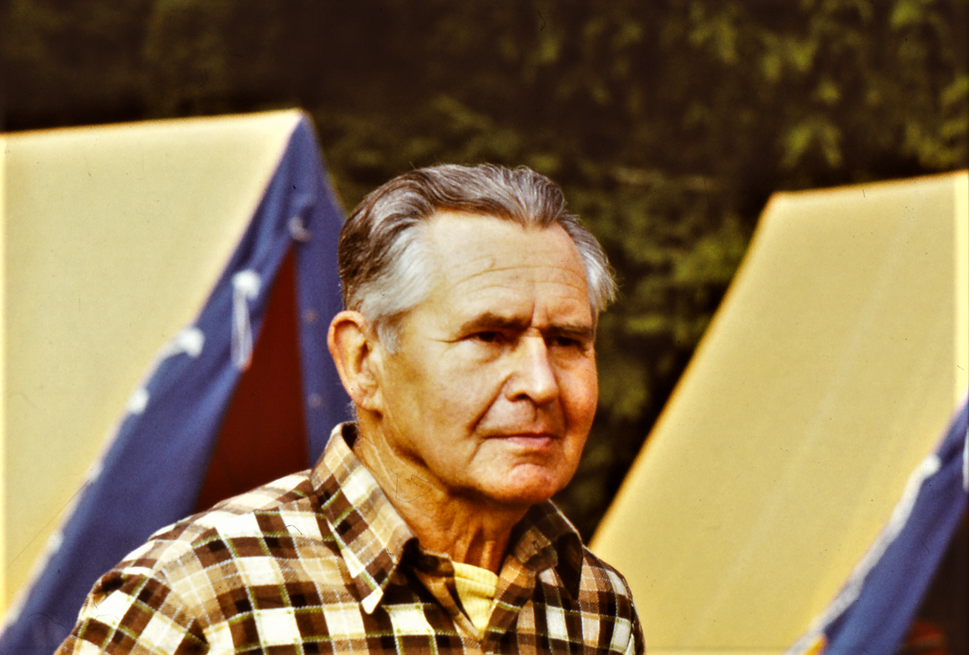
Jaroslav Foglar

Jaroslav Foglar (* 6. Juli 1907 in Prag; † 23. Januar 1999 ebenda) war mit 29 Büchern und weiteren Veröffentlichungen der bedeutendste tschechische Verfasser von Jugendbüchern des 20. Jahrhunderts. Unter der Bezeichnung Jestřáb (Habicht) leitete er sein ganzes Leben Gruppen von Pfadfindern (tschechisch Skaut, abgeleitet von Scout).

## Leben
Foglar wurde im Prager Stadtteil Nusle geboren, besuchte die Allgemeine Wirtschaftsschule, wurde dann Angestellter, pädagogischer Mitarbeiter und verantwortlicher Redakteur der Zeitschriften Mladý hlasatel (Der junge Ausrufer), Junák (andere Bezeichnung für Pfadfinder) und Vpřed (Vorwärts).
Im Alter von vier Jahren verlor er seinen 39-jährigen Vater und lebte mit seinem Bruder bei der Mutter. 1920 besuchte er das erste Mal die Pfadfindergruppe Jestřáb. Als 13-Jähriger veröffentlichte er sein erstes Gedicht Měsíční noci (Mondnächte). 1921 wurde seine erste Erzählung Vítězství (Der Sieg) publiziert. 1925 beendete er die Wirtschaftsschule, arbeitete kurz im Informationsbüro Wys Müller et Company und trat mit 18 Jahren bei der Firma Oskar Stein Papiergroßhandel als Angestellter ein. In den Ferien war er mit den Pfadfindern unterwegs, wurde Gruppenleiter und blieb es 60 Jahre lang bis 1987.
1934 wurde beim Verlag Melantrich sein erstes Buch veröffentlicht: Přístav volá (Der Hafen ruft). Er wurde Redakteur bei der Zeitschrift Mladý hlasatel. 1937 rief er seine jungen Leser zur Gründung eines Leseklubs auf – zu dieser Zeit ein Novum. Im Sommer erschien sein Roman Hoši od Bobří řeky (Die Jungs vom Biberfluss) mit Illustrationen von Zdeněk Burian. 1938 übernahm er mit Karel Bureš die Leitung der Zeitschrift und ab dem 17. Dezember 1938 erschien dort die erste Folge der heute legendären Comicserie Rychlé šípy (Schnelle Pfeile), illustriert durch Jan Fischer. 1941 wurde Mladý hlasatel durch die Nazis verboten. Kurz nach dem Krieg redigierte er die Zeitschrift Junák, verließ die Redaktion aber bald und gründete Vpřed. Die erste Zeitschrift erschien am 9. April 1946 mit den wieder aufgelegten Comics Rychlé šípy auf dem Titelblatt. Nach der kommunistischen Machtübernahme durch Klement Gottwald 1948 wurde die Zeitschrift eingestellt.
In den 1950er Jahren war er als Erzieher in einem Jugendhaus unter der Aufsicht des Staatssicherheitsdienstes tätig. Auch in dieser Zeit hörte er nicht auf zu schreiben. Nach einer längeren Pause erschien 1965 Tajemná Řásnovka (Die geheimnisvolle Řásnovka (ein imaginärer Stadtteil)). In Ostrau erschienen die „Schnellen Pfeile“ mit neuen Folgen, gezeichnet von Marko Čermák.

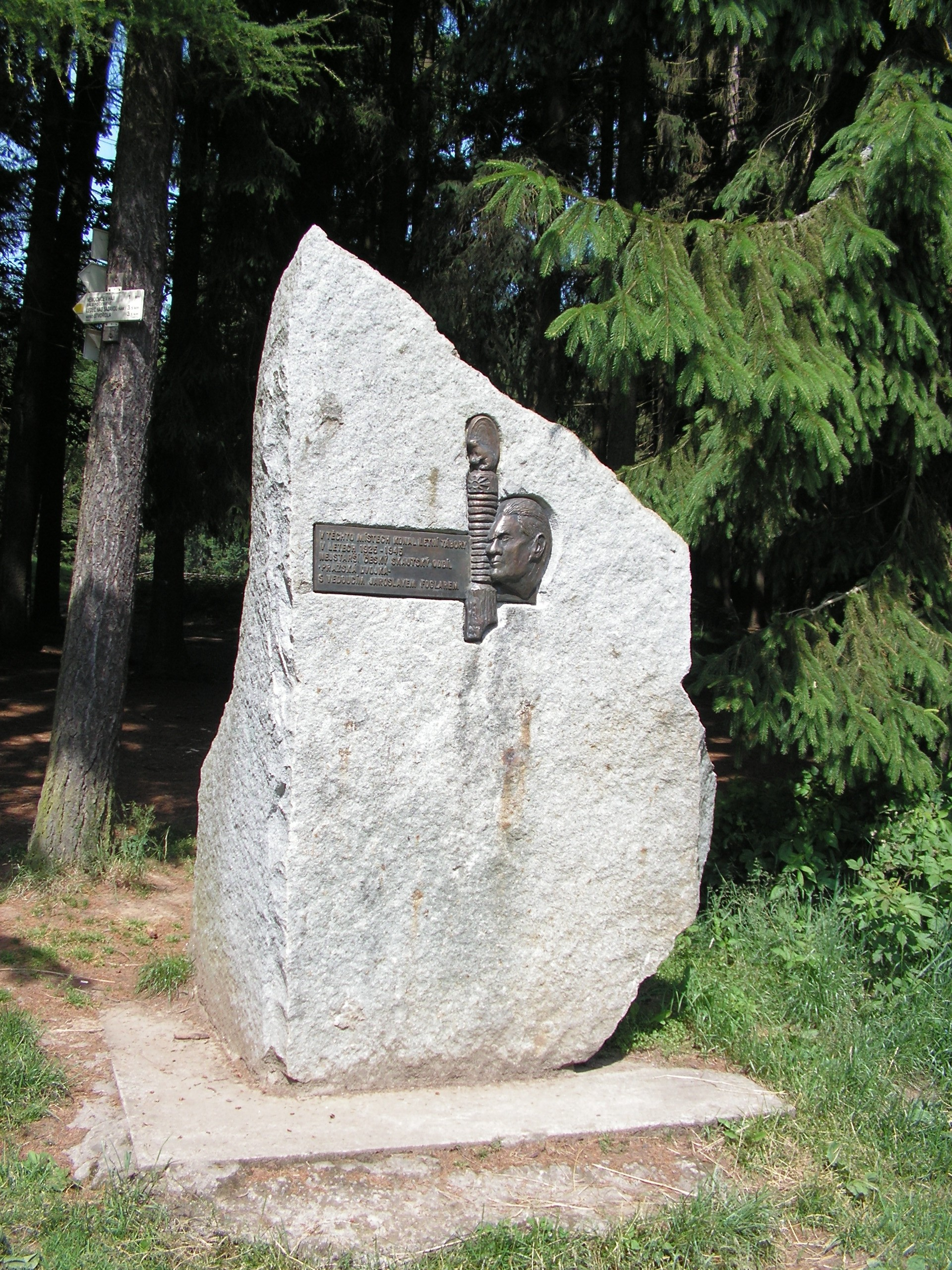
Denkmal für Foglar bei Ledeč nad Sázavou

In den 1970er Jahren widmete sich der Schriftsteller vorwiegend der Pfadfindertätigkeit und schrieb nur für Zeitschriften. Später erschien das Buch Náš oddíl (Unsere Abteilung), die seine Erfahrung seiner 60-jährigen Tätigkeit in der Jugendarbeit wiedergibt.
Am 18. Februar 1980 starb seine Mutter im Alter von 102 Jahren. Aus den 1980er Jahren stammen die in Zusammenarbeit mit Karel Saudek erschienene Comicfolgen Modrá rokle (Die blaue Schlucht) und Ztracený kamarád (Der verlorene Freund).
Nach der Wende 1989 öffnete sich Foglar wieder der Weg zu seinen Lesern. Beim Verlag Olympia veröffentlichte er die Trilogie Dobrodružství v temných uličkách (Abenteuer in dunklen Gassen). Ab 1995 musste er krankheitsbedingt in stationäre Behandlung, nahm aber gelegentlich weiter an Lesungen und Diskussionen mit seinen Lesern teil. Zu seinem 90. Geburtstag organisierte das Museum der Stadt Prag eine Ausstellung unter dem Motto Po stopách Rychlých šípů (Auf den Spuren der Schnellen Pfeile). Es erschien die 15. Auflage des Buches Hoši od Bobří řeky. 1998 traf er nach 50 Jahren Karel Bureš wieder. Und im November erschien eine Gesamtausgabe der „Schnellen Pfeile“.
Am 23. Januar 1999 starb er nach längerer Krankheit im Prager Thomayer-Krankenhaus und wurde auf dem Vinohrady-Friedhof in Prag begraben.

## Würdigung
Am 28. Juli 1999 wurde der Asteroid (9102) Foglar nach ihm benannt.

## Publikationen
In deutscher Sprache
- Die Jungs vom Biberfluss. Dreves, 1991, ISBN 978-3-924532-18-5.

## Verfilmungen
- 1993: Das Rätsel eines Puzzles (Zahada hlavolamu)[1]